# Premio per la ricerca David Syme
Il David Syme Research Prize (in italiano Premio per la ricerca David Syme) è un premio annuale conferito dall'Università di Melbourne (Australia) per il miglior lavoro di ricerca originale in: biologia, fisica, chimica o geologia, prodotto in Australia nei due anni precedenti. La preferenza viene data alle ricerche che contribuiscono allo sviluppo industriale e/o commerciale.
Il premio fu creato nel 1904 quando David Syme, editore e proprietario del quotidiano locale The Age fece un lascito per la fondazione. Esso fu conferito per la prima volta nel 1906 e consiste in una medaglia e in una somma di A$1.000, che può essere aumentata dagli editori del giornale, tuttora finanziatori dell'evento. I vincitori vengono selezionati da un consiglio costituito dalle facoltà scientifiche dell'università.

## Vincitori
- 1906 - Edward Henry Embly
- 1907 - Harold Launcelot Wilkinson
- 1908 - Basil Kilvington
- 1909 - Harold Ingemann Jensen
- 1910 - Henry George Chapman
- 1911 - Georgina Sweet
- 1912 - Charles Oswald e George Larcombe
- 1913 - Thomas Harvey Johnston
- 1914 - Joseph Mason Baldwin
- 1915 - Ernest Clayton Andrews
- 1916 - Charles Hedley
- 1917 - Henry Joseph Grayson
- 1918 - Thomas Griffith Taylor
- 1919 - Frank Leslie Stillwell
- 1920 - Frederick Chapman
- 1921 - Neil Hamilton Fairley
- 1922 - Henry George Smith
- 1923 - Frank Longstaff Apperley
- 1924 - Loftus Hills
- 1925 - James Stanley Rogers
- 1926 - Ernst Johannes Hartung
- 1927 - Harold Robert Dew e Irene Ethyl McLennan
- 1928 - Oscar Werner Tiegs
- 1929 - Charles Albert Edward Fenner
- 1930 - Reuben Thomas Patton
- 1931 - Cecil Ernest Eddy Edgar e Samuel John King
- 1932 - Arthur William Turner
- 1933 - Ian William Wark
- 1934 - Walter George Kannaluik e Leslie Harold Martin
- 1935 - Rupert Allan Willis
- 1936 - Donald Finlay e Fergusson Thomson
- 1937 - Austin Burton Evans e Roy Douglas Wright
- 1938 - Non conferito
- 1939 - William Davies
- 1940 - Edwin Sherbon Hills e Howard Knox Worner
- 1941 - Frederick Alexander Singleton
- 1942 - Everton Rowe Trethewie
- 1943 - Brian John Grieve e Victor David Hopper
- 1944 - George Baker e Francis Norman Lahey
- 1945 - John Stewart Anderson e Frank Herbert Shaw
- 1946 - H. Leighton Kesteven e Fletcher Donaldson Cruikshank
- 1947 - Avon Maxwell Clark
- 1948 - Keith Leonard Sutherland
- 1949 - Frank John Fenner
- 1950 - Curt Teichert
- 1952 - Henri Daniel Rathgeber
- 1954 - Herbert George Andrewartha e Charles Birch
- 1958 - Jack Hobart Piddington
- 1969 - R. Colton, Jim Pittard e Alan Kenneth Head
- 1973 - Malcolm Moore
- 1976 - David H. Solomon
- 1977 - Alan M. Bond
- 1982 - Suzanne Cory
- 1993 - Philip Beart
- 1995 - Stephen Hyde e Steven Prawer
- 1997 - Ralph Mac Nally
- 1998 - Paul Mulvaney
- 2000 - Anthony Weiss
- 2001 - Geoff McFadden
- 2002 - Calum Drummond
- 2003 - Graham Baldwin
- 2004 - David Jackson
- 2006 - Mark Rizzacasa e Brendan Crabb